# International Ornithological Congress
Het International Ornithological Congress is een serie van internationale, wetenschappelijke congressen van ornithologen. De bijeenkomsten worden georganiseerd door het International Ornithological Committee dat bestaat uit een groep van ongeveer 200 ornithologen. Het eerste congres was in 1884. Daarop volgde een reeks congressen tot 1926 zonder duidelijke regelmaat; vervolgens werd het congres om de vier jaar georganiseerd, met uitzondering van de periode van de Tweede Wereldoorlog en tijdens de nasleep daarvan.
Hier is de lijst van gehouden en reeds geplande congressen:
- 1884 - Wenen,  Oostenrijk
- 1891 - Boedapest,  Hongarije
- 1900 - Parijs,  Frankrijk
- 1905 - Londen,  Verenigd Koninkrijk
- 1910 - Berlijn,  Duitsland
- 1926 - Kopenhagen,  Denemarken
- 1930 - Amsterdam,  Nederland
- 1934 - Oxford,  Verenigd Koninkrijk
- 1938 - Rouen,  Frankrijk
- 1950 - Uppsala,  Zweden
- 1954 - Bazel,  Zwitserland
- 1958 - Helsinki,  Finland
- 1962 - Ithaca (New York),  Verenigde Staten
- 1966 - Oxford,  Verenigd Koninkrijk
- 1970 - Den Haag,  Nederland
- 1974 - Canberra,  Australië
- 1978 - Berlijn,  Duitsland
- 1982 - Moskou,  Rusland
- 1986 - Ottawa,  Canada
- 1990 - Christchurch,  Nieuw-Zeeland
- 1994 - Wenen,  Oostenrijk
- 1998 - Durban,  Zuid-Afrika
- 2002 - Beijing,  China
- 2006 - Hamburg,  Duitsland
- 2010 - Campos do Jordão,  Brazilië
- 2014 - Tokio,  Japan
- 2018 - Vancouver, Canada
- 2022 - Durban, Zuid-Afrika